# Hirthia
Genre
Hirthia est un genre d'escargots d'eau douce d'Afrique centrale à opercule, mollusques gastéropodes aquatiques de la famille des Paludomidae.

## Liste des espèces
Ce genre comprend les deux espèces suivantes,, :
- Hirthia globosa Ancey, 1898
- Hirthia littorina Ancey, 1898

## Systématique
Le nom scientifique de ce taxon est Hirthia, choisi en 1898 par le zoologiste français César Marie Félix Ancey, en l'honneur de Monseigneur Hirth, de la Société des missionnaires d'Alger, pour l'espèce type Hirthia littorina.
Hirthia a pour synonyme :
- Hirtia Dautzenberg, 1900

## Publication originale
- C. F. Ancey, « Notes malacologiques. A – Observation sur les mollusques terrestres et fluviatiles recueillies dans l'Indo-Chine et particulièrement au Laos par Henri Counillon. B – Description d'espèces nouvelle du centre d'Afrique; C – Notes sur quelques coupes génériques ou sous-génériques de Mollusques. D – Description d'un mollusque méditerranéen nouveau », Bulletin du Musée d'Histoire Naturelle de Marseille, iI, vol. 1(1),‎ 1898, p. 142 (lire en ligne [PDF], consulté le 21 juin 2021).